# Benjamin Bresch
Benjamin Bresch (ur. 20 marca 1996) – luksemburski piłkarz występujący na pozycji napastnika w FC Marisca Mersch.

## Kariera klubowa
Wychowanek klubu FF Norden 02, do którego dołączył w wieku pięciu lat. Karierę piłkarską rozpoczął w sezonie 2013/14 w rodzimym klubie FF Norden 02, niedługo później świętował swój honorowy debiut w Éierepromotioun (D2). Następnie jego droga doprowadziła do Saarbrücken, gdzie w 2017 rozpoczął studia z ekonomii sportu. Równolegle grał dla SpVgg Einöd-Ingweiler w niemieckiej Landeslidze. Liczba bramek zdobytych w lidze narodowej była zdumiewająca: 62 gole w 27 meczach pierwszego sezonu i łącznie 95 goli w 61 meczach. Nastąpił transfer do wyższej ligi, do SV Auersmacher, występującej w Saarlandlidze (D6). W lipcu 2021 podpisał kontrakt z FC Marisca Mersch. W pierwszym sezonie 2021/22 zagrał jeden mecz strzelając debiutowego gola, a  w drugim również rozegrał cały mecz uzyskując żółty kartonik.

## Kariera reprezentacyjna
Był powoływany do juniorskiej reprezentacji Luksemburga U-17.